# Włodzimierz Niemierko
Włodzimierz Niemierko (ur. 28 lipca 1897 w Petersburgu, zm. 3 stycznia 1985 w Warszawie) – polski biochemik i fizjolog, profesor Uniwersytetu Łódzkiego, Uniwersytetu Warszawskiego i Instytutu Biologii Doświadczalnej im. Marcelego Nenckiego, kierownik Zakładu Biochemii i dyrektor tego instytutu, członek rzeczywisty Polskiej Akademii Nauk, członek licznych towarzystw naukowych. Mąż Stelli Niemierko (1906–2006), polskiej biochemik.
Prace w zakresie biochemii porównawczej zwierząt, metabolizmu owadów, bioenergetyki, biochemii mięśni, metabolizmu lipidów. Jako pierwszy w kraju rozpoczął prace nad biochemią mięśni, bioenergetyką i regulacją procesów metabolicznych.

## Życiorys

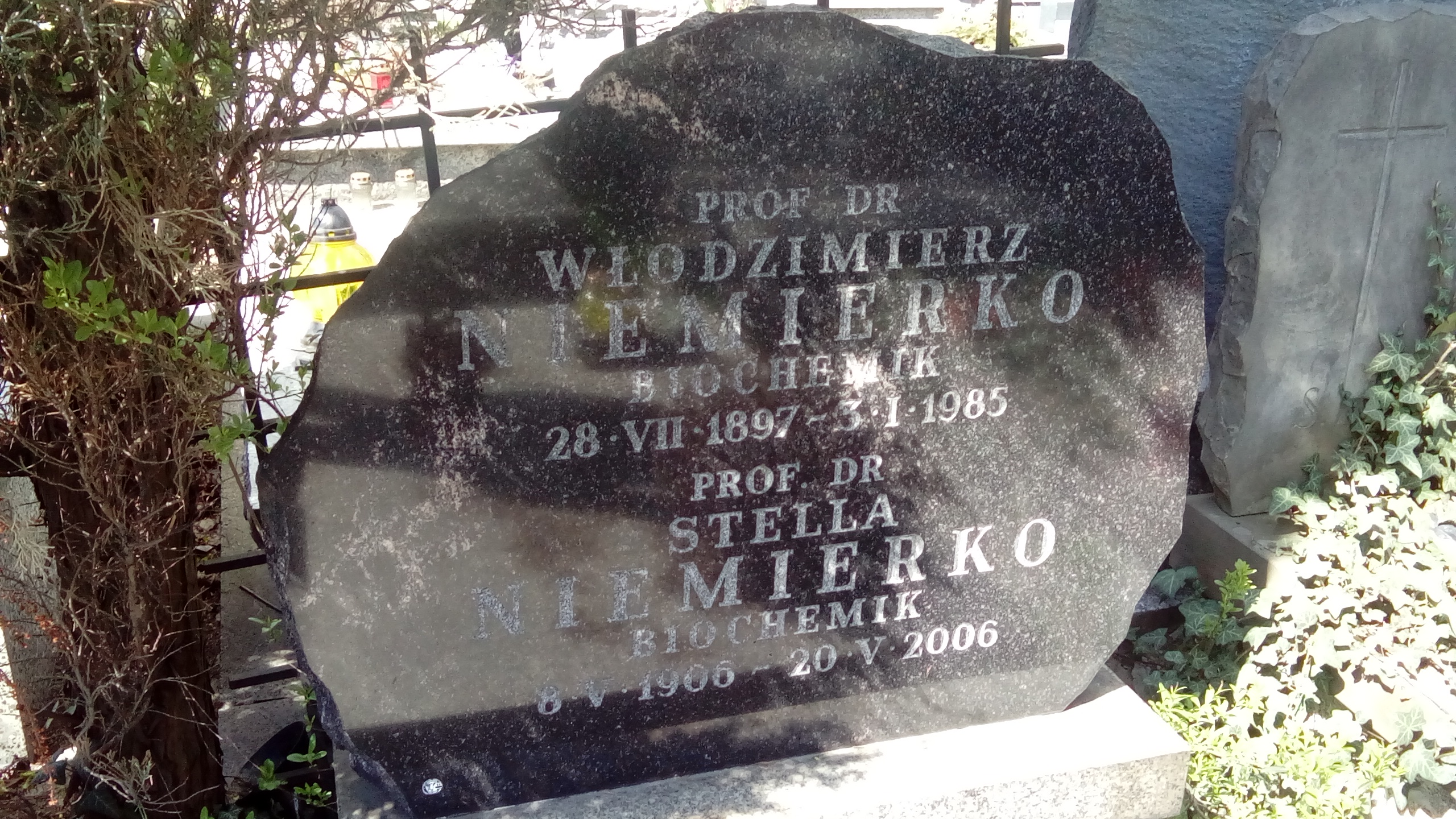
Nagrobek Włodzimierza Niemierko na cmentarzu Wojskowym na Powązkach

Urodził się w 1897 r. w Petersburgu (Rosja) jako syn Stanisława Niemierki, pracującego tam polskiego prawnika. Również w Petersburgu uczęszczał najpierw do szkoły z językiem wykładowym niemieckim, a później do gimnazjum „klasycznego”. Uczył się również gry na fortepianie i teorii muzyki. Z czasów młodzieńczych zachował umiłowanie muzyki i nieprzeciętne zdolności językowe. W 1917 r. rozpoczął studia przyrodnicze na Uniwersytecie Moskiewskim. W 1923 r. wraz z rodzicami i siostrą przyjechał do Polski, gdzie przez następne dwa lata na Uniwersytecie Warszawskim uzupełniał studia zgodnie z polskimi wymaganiami. Po ich ukończeniu rozpoczął pracę badawczą w Zakładzie Fizjologii Zwierząt Instytutu Biologii Doświadczalnej im. Marcelego Nenckiego kierowanym przez Kazimierza Białaszewicza. Z Instytutem im. Nenckiego związał swą działalność naukową do końca życia. Praca doktorska Włodzimierza Niemierki, wykonana pod kierunkiem Kazimierza Białaszewicza, dotyczyła udziału tłuszczów w przemianach chemicznych pracującego mięśnia. Dyplom doktora filozofii Uniwersytetu Warszawskiego uzyskał w 1932 r. Następnie, w latach 1933–1939, niezależnie od pracy w Instytucie im. Nenckiego, zajmował stanowisko starszego asystenta a później adiunkta w Zakładzie Fizjologii Zwierząt Uniwersytetu Warszawskiego.
W czasie okupacji niemieckiej (1939–1944) brał udział w tajnym nauczaniu w ramach konspiracyjnego Uniwersytetu Warszawskiego, prowadząc wykłady i seminaria z chemii fizjologicznej dla studentów medycyny. Pracował również przez pewien czas w dziale chemii Państwowego Zakładu Higieny w Warszawie, a później w laboratorium gruźliczym Szpitala Wolskiego. Po powstaniu warszawskim kontynuował działalność dydaktyczną w ramach konspiracyjnego Uniwersytetu Poznańskiego, funkcjonującego wówczas w Grodzisku Mazowieckim.
Po wyzwoleniu Warszawy spod okupacji niemieckiej podjął pracę na Uniwersytecie Warszawskim jako kierownik Zakładu Chemii Fizjologicznej Wydziału Lekarskiego i wiosną 1945 r. przeprowadził przewód habilitacyjny. Jesienią tegoż roku przeniósł się do Łodzi, gdzie został powołany na stanowisko profesora i kierownika Zakładu Fizjologii Zwierząt Uniwersytetu Łódzkiego. Równolegle, wraz z żoną Stellą oraz Lilianą Lubińską i Jerzym Konorskim, prowadził intensywne działania celem reaktywacji w Łodzi Instytutu im. Nenckiego, którego został wicedyrektorem, a faktycznie – do czasu powrotu ze Związku Radzieckiego, w 1947 r., Jana Dembowskiego – pełnił obowiązki dyrektora Instytutu. W reaktywowanym Instytucie zorganizował od podstaw Zakład Biochemii. Po przeniesieniu Instytutu im. Nenckiego do Warszawy w połowie lat pięćdziesiątych XX wieku powrócił do stolicy i równolegle z pracą w Instytucie objął w 1956 r. kierownictwo Katedry Fizjologii Zwierząt Uniwersytetu Warszawskiego, którą to funkcję sprawował do 1963 r. W 1961 r. został powołany na stanowisko dyrektora Instytutu im. Nenckiego (po Janie Dembowskim, w związku z jego przejściem na emeryturę), pełniąc nadal funkcję kierownika Zakładu Biochemii Instytutu. W 1967 r. przeszedł na emeryturę, pozostając jednak nadal ściśle związany z Instytutem, w którym kontynuował badania naukowe oraz, przez kilka kadencji, był przewodniczącym rady naukowej. 
W 1955 r. otrzymał Nagrodę Państwową II stopnia za prace w dziedzinie biochemii owadów, wykonane w minionym 10-leciu. W 1964 r. został wybrany członkiem korespondentem Polskiej Akademii Nauk, a w 1971 r. członkiem rzeczywistym. Był również przez szereg kadencji członkiem Komitetu Biochemicznego, a później Komitetu Biochemii i Biofizyki Polskiej Akademii Nauk. Jego staraniem zostało wznowione w 1947 r. po wojennej przerwie czasopismo naukowe „Acta Biologiae Experimentalis” publikujące oryginalne prace naukowe głównie w językach kongresowych, którego to pisma był redaktorem naczelnym do 1952 r. W 1958 r. działał na rzecz utworzenia Polskiego Towarzystwa Biochemicznego i został przewodniczącym tymczasowego zarządu. Otrzymał później godność członka honorowego tego Towarzystwa. Był również członkiem honorowym Polskiego Towarzystwa Fizjologicznego i członkiem Brytyjskiego Towarzystwa Biochemicznego (The Biochemical Society) oraz Nowojorskiej Akademii Nauk (New York Academy of Sciences).
W PRL informacje na temat Włodzimierza Niemierko podlegały cenzurze. W 1977 roku jego nazwisko znajdowało się na specjalnej liście osób pod szczególną kontrolą cenzury. Zalecenia cenzorskie dotyczące jego osoby zanotował Tomasz Strzyżewski, który w swojej książce o peerelowskiej cenzurze opublikował notkę informacyjną z 7 stycznia 1977 roku Głównego Urzędu Kontroli Prasy, Publikacji i Widowisk. Wytyczne dla cenzorów wymieniały jego nazwisko z adnotacją: „Wszelkie próby popularyzowania w środkach masowego przekazu (prasa codzienna, radio, TV, tygodniki społeczno-polityczne) niżej wymienionych osób należy sygnalizować kierownictwu GUKPPiW”. Zalecenia cenzorskie zezwalały jedynie na publikacje w prasie specjalistycznej, naukowej oraz skryptach itp. 20 sierpnia 1980 roku podpisał apel 64 uczonych, pisarzy i publicystów do władz komunistycznych o podjęcie dialogu ze strajkującymi robotnikami.
Zmarł z przyczyn naturalnych 3 stycznia 1985 r. w Warszawie, pochowany na cmentarzu Wojskowym na Powązkach (kwatera C39-4-6).

## Praca badawcza
Obszarem badawczym Włodzimierza Niemierki była szeroko pojęta biochemia porównawcza zwierząt. Jego pierwsze badania dotyczyły przemian lipidowych w mięśniach niższych kręgowców. Później, w szczególności w okresie powojennym, zainteresował się bezkręgowcami, przede wszystkim owadami, które uważał za pasjonujący obiekt badawczy między innymi z uwagi na skomplikowany rozwój osobniczy (metamorfozę). Kierowany przez niego zespół badał różne aspekty przemian biochemicznych owadów: metabolizm białek, lipidów i węglowodanów, a także metabolizm energetyczny i oddechowy oraz przemiany związków fosforowych. Głównymi obiektami badawczymi Niemierki był mól woskowy (Galeria mellonella L.) i jedwabnik morwowy (Bombyx mori L.). Do ważniejszych osiągnięć Włodzimierza Niemierki (wspólnie ze Stellą Niemierko) było stwierdzenie, że wydalanym przez larwy mola woskowego produktami przemian związków fosforowych są pirofosforan i, być może, wyższe polifosforany, co przypuszczalnie jest ewolucyjnym przystosowaniem do odżywiania się prawie bezwodnym pokarmem (wosk pszczeli). Natomiast osobliwością metabolizmu związków azotowych przez te larwy było wydalanie końcowych produktów metabolizmu azotu nie tylko w postaci wolnego kwasu moczowego (jak u większości owadów), lecz także jego rybozydu (połączenia z pięciowęglowym cukrem, rybozą).
Niezależnie od badań w zakresie biochemii owadów, Włodzimierz Niemierko kontynuował w okresie powojennym swe zainteresowania biochemią mięśni kręgowców, co przyczyniło się do podjęcia w kierowanym przez niego Zakładzie Biochemii Instytutu im. Nenckiego szerokiego zakresu prac nad molekularnymi mechanizmami skurczu mięśni.
Włodzimierz Niemierko utrzymywał liczne kontakty naukowe z zagranicą, co szczególnie w okresie PRL nie było łatwe. Znaczną pomocą w tym była świetna znajomość języków obcych. Mówił i pisał biegle po rosyjsku i angielsku. Znał również dobrze niemiecki i francuski.
Wychował grono współpracowników, którzy następnie osiągnęli własne znaczące pozycje w nauce. Wśród nich byli między innymi: Jerzy Brahms, Witold Drabikowski, Julian Gruda, Irena Kąkol, Aleksandra Przełęcka, Hanna Strzelecka-Gołaszewska, Paulina Włodawer, Lech Wojtczak i Zofia Zielińska.

## Wybrane publikacje
- W. Niemierko, Einfluss der Muskeltätigheit auf der Fettgehalt des Froschmuskels, „Acta Biologiae Experimentalis”, 3, 1929, s. 143–164.
- W. Niemierko, Über eine Methode zur Bestimmung sehr kleiner Zuckermenge, „Acta Biologiae Experimentalis”, 12, 1938, s. 178–182.
- S. Niemierko, W. Niemierko, Metaphosphate in the excreta of the wax moth, Galleria mellonella, „Nature”, 166, 1950, s. 268–269.
- W. Niemierko, P. Włodawer, Studies in the biochemistry of the waxmoth (Galleria mellonella) 2. Utilization of wax constituents by the larvae, „Acta Biologiae Experimentalis”, 15, 1950, s. 69–78.
- W. Niemierko, L. Wojtczak, Studies in the biochemistry of the waxmoth (Galleria mellonella). 3. Oxygen consumption of the larvae during starvation, „Acta Biologiae Experimentalis”, 15, 1950, s. 79–90.
- W. Niemierko, P. Włodawer, Studies on the biochemistry of the waxmoth (Galleria mellonella). 7. The digestion of wax and utilization of un-saponifiable substances by larvae, „Acta Biologiae Experimentalis”, 16, 1952, s. 157–170.
- W. Niemierko, C. Kurowski, Lipidy wolne i związane w czasie rozwoju jedwabnika, „Acta Physiologica Polonica”, 5 (4), 1954, s. 583–584.
- W. Niemierko, I. Kąkol, H. Załuska, Przemiany węglowodanowe w czasie wzrostu gąsienic jedwabnika, „Acta Physiologica Polonica”, 5 (4), 1954, s. 584–586.
- W. Niemierko i inni, Wolny i związany ATP i ADP w mięśniach żaby, „Acta Physiologica Polonica”, 5 (4), 1954, s. 609–611.
- W. Niemierko, Badania nad metabolizmem Galleria mellonella L. i Bombyx mori L., „Acta Biochimica Polonica”, 3 (4), 1956, s. 627–647.
- W. Niemierko i inni, Investigation of free and protein-bound nucleotides in acetone-chloroform-dried muscle powder, „Acta Biologiae Experimentalis”, 17, 1957, s. 373–387.
- M. Dydyńska i inni, O połączeniach nukleotydów z białkami mięśni i innych narządów żaby, „Acta Physiologica Polonica”, 8, 1957, s. 316–318.
- W. Niemierko, W. Drabikowski, H. Strzelecka-Gołaszewska, A new procedure of ultrafiltration and its adaptability in studies on binding of nucleotides by proteins. Passage of ATP through cellophane membranes in presence and absence of protein, „Acta Biochimica Polonica”, 8, 1961, s. 143–155.
- J. Gruda, I. Kąkol, W. Niemierko, Direct transfer of orthophosphate from adenosine triphosphate to myosin and H-meromyosin, „Acta Biochimica Polonica”, 9, 1962, s. 215–226.
- W. Niemierko, M. Krzyżanowska, Separation and quantitative determination of adenine nucleotides and uric acid by multiple and by continuous ascending paper chromatography, „Journal of Chromatography A”, 26, 1967, s. 424–433.
- M. Krzyżanowska, W. Niemierko, Separation and determination of nanomole amounts of some purines, uric acid and uric acid riboside by two-dimensional paper chromatography, „Journal of Chromatography A”, 100, 1974, s. 95–100.
- M. Krzyżanowska, W. Niemierko, Accumulation, translocation and excretion of uric acid and uric acid riboside by ligated larvae of Galleria mellonella, „Insect Biochemistry”, 9 (1), 1979, s. 19–22.
- M. Krzyżanowska, W. Niemierko, Purines and uric acid riboside in the ligated larvae of Galleria mellonella L., „Insect Biochemistry”, 10 (3), 1980, s. 323–330.
- W. Niemierko, M. Krzyżanowska, Fate of [14C]-glycine injected into ligated Galleria mellonella L. larvae: Formation of purines and uric acid riboside, „Insect Biochemistry”, 13 (4), 1983, s. 341–348.

## Ordery i odznaczenia
- Krzyż Komandorski Orderu Odrodzenia Polski
- Krzyż Oficerski Orderu Odrodzenia Polski (19 sierpnia 1946)[5]
- Medal 10-lecia Polski Ludowej (14 stycznia 1955)[6]